# Гурфінкель Володимир Якович
Володимир Якович Гурфі́нкель (нар. 26 серпня 1896, Полтава — пом. 23 грудня 1978, Київ) — український радянський диригент, кларнетист; заслужений діяч мистецтв УРСР з 1949 року.

## Біографія
Народився 14 [26] серпня 1896 року у місті Полтаві (тепер Україна). 1916 року закінчив клас кларнета Полтавського музичного училища. Після здобуття освіти викладав у ньому: впродовж 1925–1931 років — диригент студентського оркестру, одночасно був військовис диригентом Полтави. 
З 1931 року працював у Москві: диригент зразкового оркестру та начальник капельмейстерського класу Військовох академії імені Михайла Фрунзе; з 1936 року — помічник, згодом заступник інспектора оркестрів Червоної армії, одночасно викладач військового факультету консерваторії (навчався у ній впродовж 1937–1941 років). Протягом 1944–1950 років — інспектор військових оркестрів Київського військового округу та одночасно викладач військового факультету Київської консерваторії. Помер в Києві 23 грудня 1978 року.

## Праці
посібники
- «Школа игры на кларнете» (Москва, 1952; Київ, 1965);
- «Этюды для кларнета» (в 3-х частинах, Москва, 1964; 1974; Київ, 1977; 1980; 1983);

перекладення для духового оркестру та ансамблів творів українських та зарубіжних композиторів
- «Сюита из украинских песен Н. Лысенко для кларнета» (Москва, 1952);
- «Н. Лысенко. Увертюра к опере „Тарас Бульба“» (Москва, 1952);
- «Пять пьес для кларнета В. Косенко» (Москва, 1955);
- «М. Лисенко. „Урочистий марш“» (Київ, 1963).